# Малая Печенга
Малая Печенга — река в России, протекает в Мурманской области. Устье реки находится в 30 км по правому берегу реки Печенга. Длина реки составляет 30 км, площадь водосборного бассейна 234 км². В 12 км от устья по правому берегу впадает река Форельный.

## Данные водного реестра
По данным государственного водного реестра России относится к Баренцево-Беломорскому бассейновому округу, водохозяйственный участок реки — Печенга. Речной бассейн реки — бассейны рек Кольского полуострова, впадает в Баренцево море.
Код объекта в государственном водном реестре — 02010000212101000000336.